# Kōji Noguchi
Kōji Noguchi (jap. 野口 幸司 Noguchi Kōji; ur. 5 czerwca 1970) – były japoński piłkarz, reprezentant kraju.

## Kariera klubowa
Od 1989 do 2000 roku występował w klubach: Bellmare Hiratsuka, Kawasaki Frontale, Nagoya Grampus Eight i Omiya Ardija.

## Kariera reprezentacyjna
W reprezentacji Japonii zadebiutował w 1995.

## Statystyki
| Reprezentacja Japonii | Reprezentacja Japonii | Reprezentacja Japonii |
| Rok                   | Mecze                 | Gole                  |
| --------------------- | --------------------- | --------------------- |
| 1995                  | 1                     | 0                     |
| Razem                 | 1                     | 0                     |